# Station Castelnaudary
Station Castelnaudary is een spoorwegstation in de Franse gemeente Castelnaudary.